# Julia Lacherstorfer

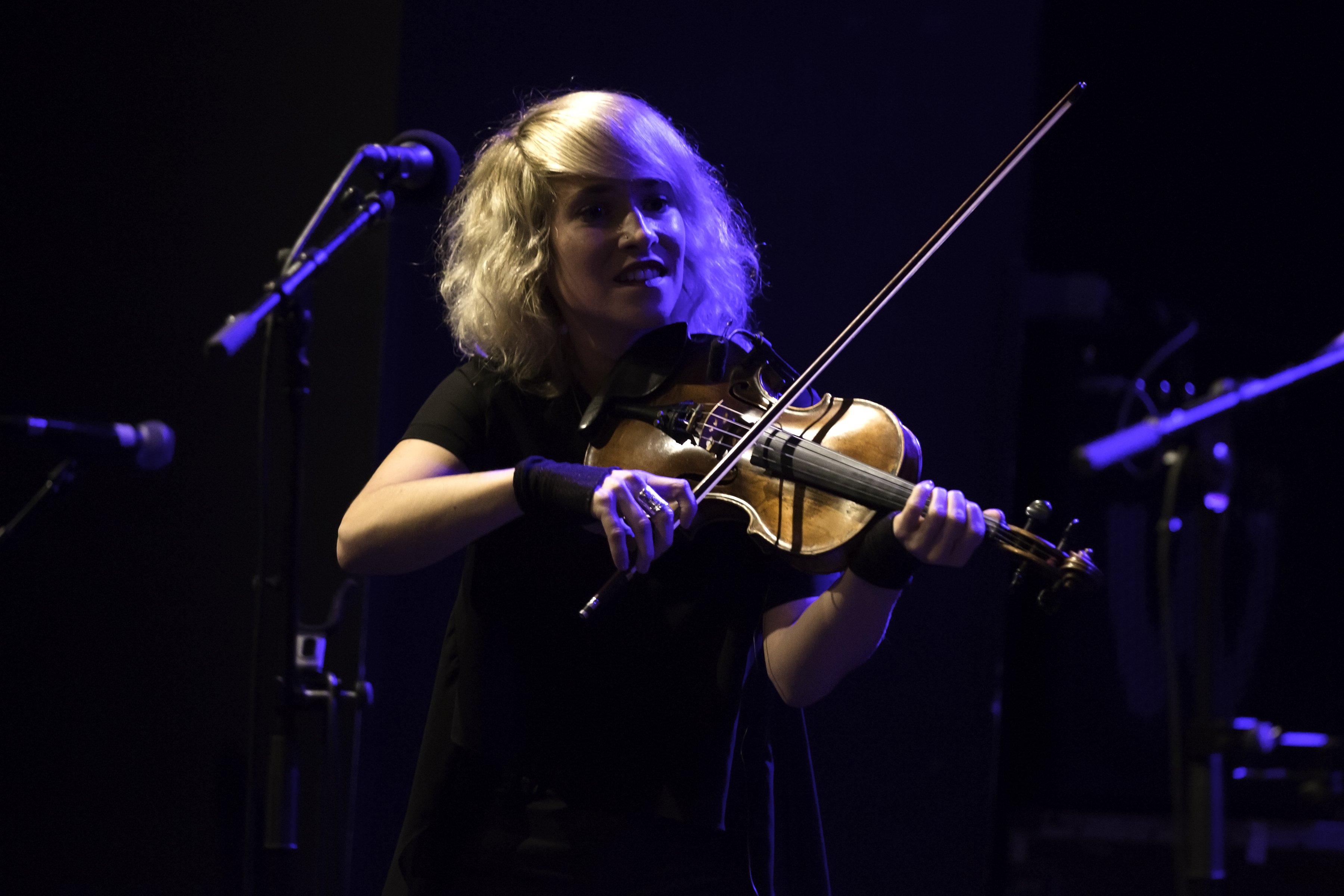
Julia Lacherstorfer bei den Austrian World Music Awards 2015

Julia Lacherstorfer (* 1985 in Bad Hall, Oberösterreich) ist eine österreichische Geigerin, Sängerin, Komponistin und Intendantin.

## Werdegang
Julia Lacherstorfer kam schon früh mit Musik im Allgemeinen, und Volksmusik im Speziellen, in Berührung. Sowohl ihre Eltern als auch ihre Großeltern prägten die frühe Kindheit der Musikerin volksmusikalisch und kamen ihrem frühen Wunsch nach Geigenunterricht nach. Das Interesse an traditioneller Musik aus aller Welt hat sich über die Jahre verstärkt und vertieft und schließlich 2004 zur Gründung der ersten Bands Aufstrich und triovial geführt. Zu dieser Zeit hat Julia Lacherstorfer auch ein Studium der Musikerziehung an der Universität für Musik und darstellende Kunst in Wien sowie der Psychologie und Philosophie an der Universität Wien begonnen.
2010 führten sie weitere Studien nach Linz an die Anton Bruckner Privatuniversität, wo sie 2015 ihr Studium „Jazz und improvisierte Musik“ bei Andi Schreiber mit Auszeichnung abgeschlossen hat. 2011 gründete sie ihre Projekte „ALMA“ und „Ramsch & Rosen“. Neben diesen Langzeit-Projekten ist sie auch Teil anderer Formationen und Projekte wie dem „Love Tree Ensemble“ im Rahmen des europäischen Kulturerbe-Jahres und gibt internationale Workshops in Jodeln, Volksmusik und Ensemblespiel, zum Beispiel an der „Harald Haugaard's International Fiddleschool“, der Anton Bruckner Privatuniversität oder der University of Limerick.
2014 erhielt sie für ihre musikalischen Tätigkeiten das Startstipendium des BMUKK.
Mit ihren Projekten gibt sie Konzerte unter anderem in Österreich, Deutschland, Dänemark, Italien, Tschechien, Frankreich, der Schweiz, Finnland, Ungarn, Spanien, Slowakei, Armenien, Belgien, Peru, Türkei und den USA.
Als Komponistin schreibt sie sowohl für ihre eigenen Projekte als auch Auftragswerke für Ensembles wie der Company of Music, Cross Nova oder für Fernsehstationen wie Servus TV.
Mit der Spielzeit 2018 übernahm Julia Lacherstorfer gemeinsam mit Simon Zöchbauer die Intendanz des wellenklænge Festivals in Lunz am See.
2020 tritt Julia Lacherstorfer erstmals als Solokünstlerin mit ihrem Programm „Spinnerin [a female narrative]“ auf. Es handelt sich um eine künstlerische Auseinandersetzung mit den Lebens- und Leidensgeschichten von Frauen und dem sozio-kulturellen Erbe, das sie uns hinterlassen. Das 2023 veröffentlichte Folgeprojekt mit dem Titel „Nachbarin [a diverse narrative]“ lässt Frauen aus unterschiedlichen Lebensrealitäten zu Wort kommen.

## Rezension

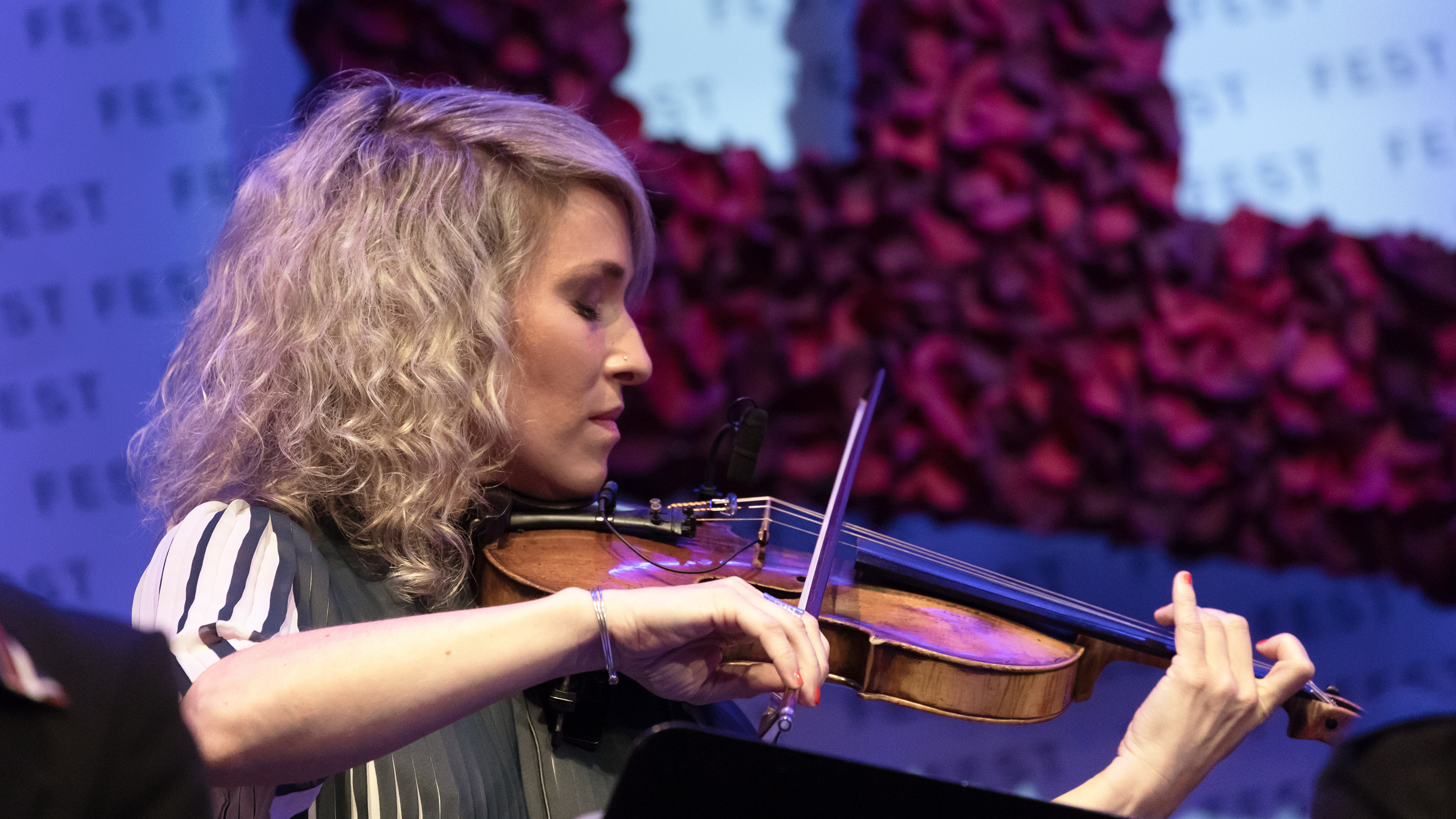
Eröffnung der Wiener Festwochen 2018

„Wenn das Rückgrat der Tradition freigelegt ist, beginnt Julia Lacherstorfer, eine neue Volksmusikwelt zu schaffen. Flächen werden aufgerissen, Sounds geschaffen, die elegant fliegen wie Adler in einem Naturfilm. Ihr Stil zeichnet sich aus durch die große Wertschätzung aus, die sie der traditionellen Musik entgegenbringt, sowie der tiefen Verwurzelung in dieser und der großen Offenheit und Neugier, welche sie für zeitgenössische Musikströmungen mitbringt. All dies, gepaart mit einer ungeheuren Spielfreude und Energie, macht sie zu einem der markantesten Gesichter einer neuen Generation von Volksmusikerinnen.“

„… Ist sie doch eines der markantesten Gesichter jener neuen Generation von Volksmusikern, die auf selbstverständliche Weise an Traditionen aller Richtungen andocken, ohne Volksmusik mit x zu schreiben.“

„Julia Lacherstorfer gestaltet aus Geschichten Musik – und zwar eine, die nie an uns vorübergeht, sondern Herz und Hirn packt. ‚Nachbarin‘ ist ein sinfonisches Gesamtkunstwerk in Mundart, bester Musiktradition und 14 Kapiteln. Wenn wie in ‚Tara‘ das Cello Schmerz und Trost verströmt, Lacherstorfer zärtlich und versöhnlich „Narben“ besingt oder Eva Jantschitschs ‚Roter Mond‘ ins Unterfutter kriecht, versinkt man, ‚ohne zu wissen warum‘, wie es im Lied ‚Einspruch‘ heißt. Geschichten von vier Frauen behutsam in Musik geflochten – zu einer Musikerzählung über Selbstachtung, die man nicht überhören darf.“

## Tonträger
- „Goldapfel und Zaubergoaß“ | Mit Helmut Wittmann | ATS records, 2002
- „Brot“ | Aufstrich | non food factory, 2008
- „Spiele“ | Aufstrich | non food factory, 2010
- „eventuell!“ | esmeraldas taxi | Bibliothek der Provinz, 2009
- „Bipolar“ | Neuschnee | Problembär-Records, 2011
- „Drachenhaut und Rosenmund“ | Helmut Wittmann mit Ramsch&Rosen | ATS records, 2013
- „Nativa“ | ALMA | col legno, 2013
- „Bellver“ | Ramsch und Rosen | Lotus Records, 2014
- „Transalpin“ | ALMA | col legno, 2015
- „Schneckenkönig“ | Neuschnee | seayou Records, 2016
- „Bergen“ | Ramsch & Rosen | Lotus Records, 2016
- „Oeo“ | ALMA | col legno, 2017
- „Cherubim“ | ALMA | Trikont, 2019
- „Spinnerin [a female narrative]“ | Julia Lacherstorfer | Lotus Records, 2020
- „Nachbarin [a diverse narrative]“ | Julia Lacherstorfer | Lotus Records, 2023

## Auszeichnungen

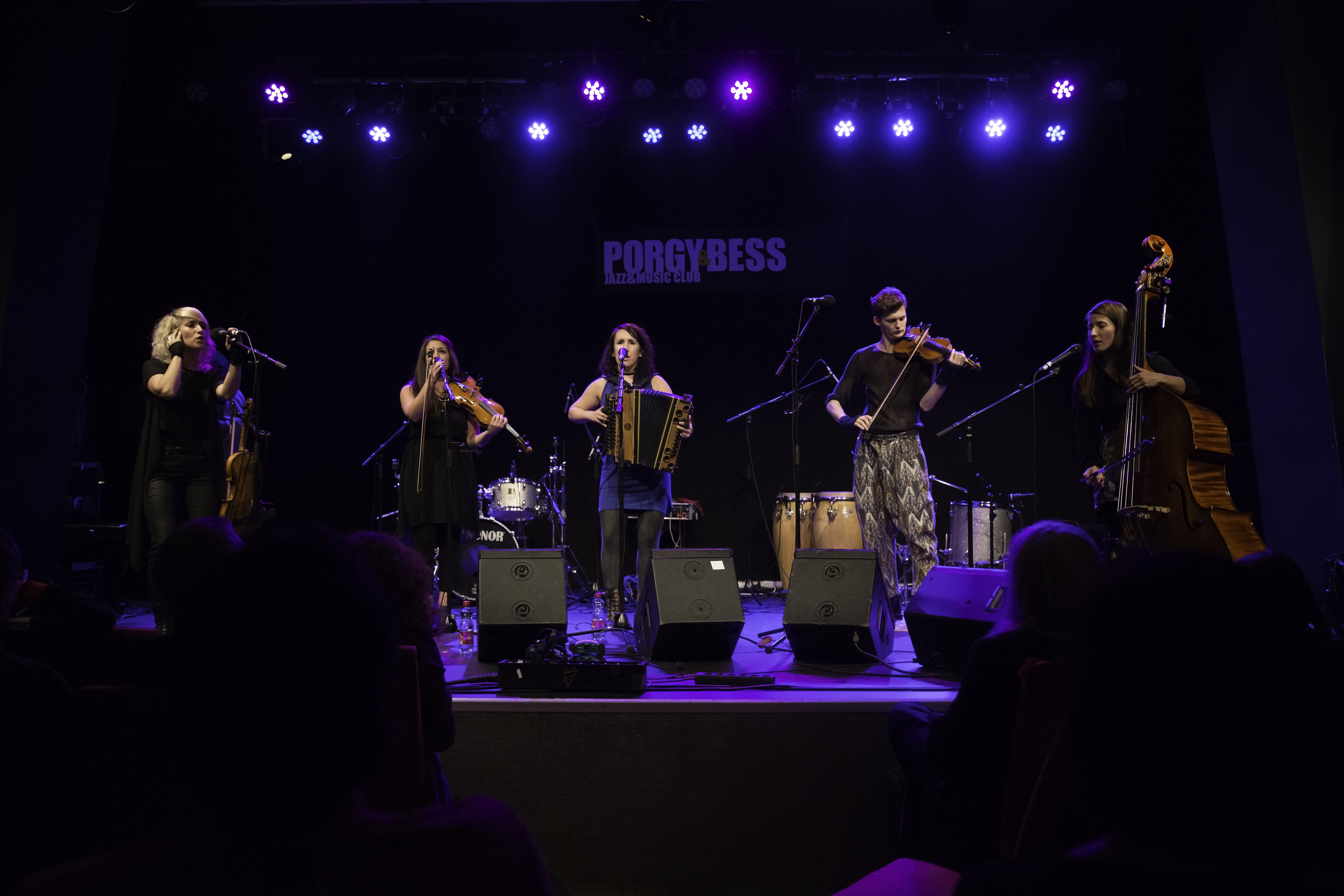
Alma bei den Austrian World Music Awards 2015

- 2013: Preis der deutschen Schallplattenkritik, Bestenliste 2013 (Nativa, col legno, 2013)
- 2014: STARTstipendium des BMUKK[1]
- 2015: 2. Platz Austrian World Music Awards für ALMA[7]
- 2016: Finalisten „The New Austrian Sound of Music“ mit Ramsch & Rosen
- 2017: Deutscher Weltmusik-Sonderpreis RUTH für ALMA[8]
- 2017: Niederösterreichischer Kulturpreis – Anerkennungspreis in der Kategorie Volkskultur und Kulturinitiativen[9]
- 2017: Preis der deutschen Schallplattenkritik, Bestenliste 4/2017 (Oeo, col legno, 2017)[10]
- 2018: Pongauer Hahn, Überregionaler Volksmusikpreis für Ramsch & Rosen[11]
- 2019: Förderungspreis der Stadt Wien für Musik[12][13]
- 2020: Hubert von Goisern Kulturpreis